# Walisische Fußballnationalmannschaft (U-17-Juniorinnen)
Die walisische U-17-Fußballnationalmannschaft der Frauen repräsentiert Wales im internationalen Frauenfußball. Die Nationalmannschaft untersteht der Football Association of Wales und wird seit 2021 von der ehemaligen Nationalspielerin Loren Dykes trainiert.
Die Mannschaft nimmt seit 2007 an der Qualifikation zur U-17-Europameisterschaft für Wales teil. Zwar erreichte das Team immer wieder die zweite Qualifikationsrunde, konnte sich bislang jedoch nie für eine EM-Endrunde qualifizieren.
Im Jahr 2022 stieg die walisische U-17-Auswahl im neuen Qualifikationssystem als letztplatzierte Mannschaft ihrer Gruppe in Liga B ab, doch zog seine Mannschaft im Mai 2022 fünf Tage vor Beginn der zweiten Runde vom Wettbewerb zurück. Nach Angaben des Verbands hatten Spielerinnen, Eltern und der Trainerstab Sicherheitsbedenken wegen der Reise zum Mini-Turnier nach Armenien geäußert, wo die Lage nach dem russischen Überfall auf die Ukraine als unsicher galt.

## Turnierbilanz

### Weltmeisterschaft
| Jahr   | Gastgeber           | Platzierung        |
| ------ | ------------------- | ------------------ |
| 2008   | Neuseeland          | nicht qualifiziert |
| 2010   | Trinidad und Tobago | nicht qualifiziert |
| 2012   | Aserbaidschan       | nicht qualifiziert |
| 2014   | Costa Rica          | nicht qualifiziert |
| 2016   | Jordanien           | nicht qualifiziert |
| 2018   | Uruguay             | nicht qualifiziert |
| 2021 1 | Indien 1            | – 1                |
| 2022   | Indien              | nicht qualifiziert |

### Europameisterschaft
| Jahr   | Gastgeber               | Platzierung                                  |
| ------ | ----------------------- | -------------------------------------------- |
| 2008   | Schweiz                 | 1. Qualifikationsrunde                       |
| 2009   | Schweiz                 | 2. Qualifikationsrunde                       |
| 2010   | Schweiz                 | 1. Qualifikationsrunde                       |
| 2011   | Schweiz                 | 2. Qualifikationsrunde                       |
| 2012   | Schweiz                 | 1. Qualifikationsrunde                       |
| 2013   | Schweiz                 | 1. Qualifikationsrunde                       |
| 2014   | England                 | 1. Qualifikationsrunde                       |
| 2015   | Island                  | 1. Qualifikationsrunde                       |
| 2016   | Belarus                 | 1. Qualifikationsrunde                       |
| 2017   | Tschechien              | 2. Qualifikationsrunde                       |
| 2018   | Litauen                 | 1. Qualifikationsrunde                       |
| 2019   | Bulgarien               | 2. Qualifikationsrunde                       |
| 2020 2 | Schweden 2              | – 2                                          |
| 2021 2 | Färöer 2                | – 2                                          |
| 2022   | Bosnien und Herzegowina | zurückgezogen 3                              |
| 2023   | Estland                 | Liga A (nicht qualifiziert für die Endrunde) |